# Риб-Маунтен (містечко, Вісконсин)
Риб-Маунтен (англ. Rib Mountain) — місто (англ. town) в США, в окрузі Марафон штату Вісконсин. Населення — 7313 особи (2020).

## Демографія
Згідно з переписом 2010 року, у місті мешкало 6825 осіб у 2650 домогосподарствах у складі 2041 родини. Було 2761 помешкання
Расовий склад населення:
| - 93,3 % — білих - 5,3 % — азіатів - 0,2 % — корінних американців - 0,2 % — чорних або афроамериканців |

До двох чи більше рас належало 0,6 %. Частка іспаномовних становила 1,0 % від усіх жителів.
За віковим діапазоном населення розподілялося таким чином: 23,0 % — особи молодші 18 років, 61,6 % — особи у віці 18—64 років, 15,4 % — особи у віці 65 років та старші. Медіана віку мешканця становила 45,0 року. На 100 осіб жіночої статі у місті припадало 101,1 чоловіків;  на 100 жінок у віці від 18 років та старших — 99,9 чоловіків також старших 18 років.
Середній дохід на одне домашнє господарство  становив 116 957 доларів США (медіана — 83 782), а середній дохід на одну сім'ю — 126 499 доларів (медіана — 93 088). Медіана доходів становила 54 916 доларів для чоловіків та 46 250 доларів для жінок. За межею бідності перебувало 2,8 % осіб, у тому числі 1,9 % дітей у віці до 18 років та 3,5 % осіб у віці 65 років та старших.
Цивільне працевлаштоване населення становило 3558 осіб. Основні галузі зайнятості: освіта, охорона здоров'я та соціальна допомога — 26,0 %, фінанси, страхування та нерухомість — 13,3 %, виробництво — 12,1 %.